# Кечум (Ајдахо)
Кечум (енгл. Ketchum) град је у америчкој савезној држави Ајдахо.

## Демографија
По попису из 2010. године број становника је 2.689, што је 314 (-10,5%) становника мање него 2000. године.
| Група             | 2000.         | 2010.         |
| Белци             | 2.773 (92,3%) | 2.387 (88,8%) |
| Афроамериканци    | 0 (0,0%)      | 3 (0,1%)      |
| Азијати           | 17 (0,6%)     | 34 (1,3%)     |
| Хиспаноамериканци | 147 (4,9%)    | 245 (9,1%)    |
| Укупно            | 3.003         | 2.689         |